# Estadio Georgios Karaiskakis
El estadio Georgios Karaiskakis (en griego, Στάδιο Γεώργιος Καραϊσκάκης) es un estadio de fútbol ubicado en la ciudad de El Pireo, Grecia (dentro del área metropolitana de Atenas). Es la casa del club Olympiakos FC que actualmente compite en la Superliga de Grecia, la primera división del país.
El estadio lleva ese nombre en honor del Capitán General del Ejército Griego Georgios Karaiskakis, héroe de la Guerra de independencia de Grecia quien murió en combate en los alrededores, en la batalla de Análatos.
El estadio fue sede de los Juegos Olímpicos de Atenas 1896 como el velódromo donde el francés Paul Masson ganó tres medallas de oro de ciclismo en pista.
En los años 1960, el estadio fue remodelado. En 2004, el estadio se demolió y se reconstruyó, lo cual cambió la dirección en la que estaba orientado. Cuenta con capacidad para 33 334 personas y está situado cerca del recinto cubierto polideportivo Estadio Eirinis kai Filias (Estadio de la Paz y la Amistad, en griego: Στάδιο Ειρήνης και Φιλίας), donde juega sus partidos la rama de baloncesto del Olympiacos. La reconstrucción de 2004 fue muy rápida, tan solo catorce meses, justo antes del comienzo de las Olimpiadas.
El Olympiakos Fútbol Club usará el estadio durante 49 años, hasta 2052. Los aficionados creen que esta es la auténtica casa del Olimpiakos CFP. En 2002 el por entonces presidente del Olympiakos, Socratis Kokkalis, anunció su proyecto de reconstrucción del Estadio Georgios Karaiskakis. También dijo que el Ethnikos F. C. podría utilizar el estadio si quisieran, ya que el estadio ha sido la casa del Olympiacos y el Ethnikos, aunque de momento se niegan. Más tarde, el propietario del estadio, el Comité Olímpico Griego y el Olympiakos, firmaron un acuerdo en el cual el Olympiakos podría jugar sus partidos allí como local a cambio de que, en caso de que quisieran, el Ethnikos podría jugar allí también sin pagar coste alguno.

## Venta de entradas
La media de venta de entradas en el estadio está muy por encima de la de los demás clubes de Grecia, e incluso de Europa. Pocas veces hay menos de 25 000 personas en el estadio cuando hay un partido, y no se cree que vaya a bajar. Las ventas cuando la Selección de fútbol de Grecia juega en el estadio, en parte al triunfo de Grecia en la Eurocopa 2004.

## Desastre de Karaiskakis
El 8 de febrero de 1981, veintiún aficionados (20 seguidores del Olympiacos Pireo y una seguidora el AEK Atenas) perdieron la vida en la Thyra 7 (Puerta 7), en la cual los mayores seguidores del Olympiacos se concentran antes de los partidos, incluyendo fanáticos. El partido entre Olimpiakos CFP y AEK acabó 6-0 (resultado que se repitió en la última jornada de la Liga Griega 2010-2011). El accidente ocurrió tras el final del partido. La excitación por la abultada victoria del Olympiacos hizo que varios fanes perdieran el equilibrio y cayeran durante la salida del estadio. Tras ellos vinieron una horda de otros que hizo aún más difícil que se levantaran o que pudieran cubrirse, así que la mayoría de los fanáticos murieron por asfixia.

Ahora, en la tribuna donde está situada la Puerta 7, hay veintiún asientos negros en forma de "7", en honor a las víctimas.

## El estadio
El Estadio Georgios Karaiskakis es uno de los únicos trece estadios de Categoría Élite, lo que le permite alojar la final de la Europa League en caso de que fuera elegido. Cuenta con 40 habitaciones vip, con capacidad para 472 personas; una sala de conferencias, con 200 asientos para los medios de comunicación; y un centro comercial alrededor del estadio, con bares , restaurantes, tiendas, un museo dedicado a la historia del Olympiakos e incluso gimnasios que, incluso estando cerrado el estadio, abren como una tienda normal. También cuenta con un párking con capacidad para 2500 automóviles. Gracias a su diseño, el estadio puede evacuarse en caso de emergencia rápidamente en tan solo siete minutos.

## Acceso
Se puede llegar fácilmente en metro, a 16 minutos del centro de Atenas, en una estación llamada "Νεο Fáliro". También se puede acceder al estadio en coche, autobús, y tranvía del centro del Pireo o de Atenas .